# Francis Fukuyama
Francis Fukuyama (ur. 27 października 1952 w Chicago) – amerykański politolog, filozof polityczny i ekonomista japońskiego pochodzenia.

## Życiorys
Pierwsze lata dzieciństwa spędził w Nowym Jorku. Jego ojciec Yoshio Fukuyama był japońskim Amerykaninem (w drugim pokoleniu – tzw. Nisei; w związku z tym Francis był tzw. Sansei), który uzyskał doktorat z socjologii na University of Chicago, a matka Toshiko Kawata Fukuyama – Japonka urodzona w Kioto w Japonii była córką Shiro Kawata – założyciela wydziału ekonomicznego na uniwersytecie w Kioto i pierwszego przewodniczącego uniwersytetu w Osace. W 1967 rodzina Fukuyamy przeniosła się do Pensylwanii, gdzie Fukuyama uczęszczał do szkoły średniej. Uzyskał licencjat z zakresu studiów klasycystycznych na Cornell University (studiował tam wówczas filozofię polityczną pod kierunkiem Allana Blooma). Fukuyama w okresie tych studiów należał do stowarzyszenia Telluride, które grupowało wielu liderów i intelektualistów, takich jak Steven Weinberg, Paul Wolfowitz i Kathleen Sullivan. Doktorat w zakresie studiów politycznych uzyskał na Harvard University (studiował tam w tym okresie z Samuelem P. Huntingtonem i Harvey C. Mansfieldem).
Od 2000 do 2010 był profesorem międzynarodowej ekonomii politycznej i dyrektorem międzynarodowego programu rozwoju w Paul H. Nitze School of Advanced International Studies na Uniwersytecie Johnsa Hopkinsa. Był też wicedyrektorem Zespołu Planowania Politycznego Departamentu Stanu USA, wieloletnim współpracownikiem RAND Corporation (członkiem zespołu konsultantów) oraz profesorem George Mason University w Waszyngtonie.
Obecnie jest profesorem na Uniwersytecie Stanforda w Kalifornii. W 2025 otrzymał dyplom doktora honoris causa Uniwersytetu im. Adama Mickiewicza w Poznaniu.

### Życie prywatne
Jest mężem Laury Holmgren, z którą ma trójkę dzieci (Julia, David i John). Mieszka z rodziną na przedmieściu Waszyngtonu.

## Poglądy, koncepcje i publikacje
Fukuyama odegrał kluczową rolę w sformułowaniu neokonserwatywnej doktryny administracji rządowej Ronalda Reagana. Za prezydentury Billa Clintona popierał działania zmierzające do interwencji amerykańskiej w Iraku w celu odsunięcia od władzy Saddama Husajna, a także późniejsze działania George’a W. Busha mające na celu rozbicie siatki Osamy bin Ladena. Jednakże od początku 2002 zdystansował się od neokonserwatywnej polityki administracji George’a W. Busha, krytykując jej nazbyt militarystyczne podstawy i dążenia do unilateralnych interwencji na Bliskim Wschodzie. Od końca 2003 wyrażał swoją dezaprobatę dla działań wojennych w Iraku i wzywał Donalda Rumsfelda do rezygnacji z funkcji Sekretarza Obrony. Wskazywał na błędy administracji George’a W. Busha. W eseju opublikowanym w magazynie New York Times w 2006 wypowiedział się szczególnie krytycznie o interwencji Stanów Zjednoczonych w Iraku i przyrównał neokonserwatyzm do leninizmu. W wyborach prezydenckich w USA w 2008 poparł Baracka Obamę.
Fukuyama jest autorem słynnego eseju z 1989 Koniec historii? (polskie tłum. 1991), który stał się zaczątkiem książki The End of History and the Last Man. Filozof przywołuje w nim poglądy Hegla mówiące o tzw. końcu historii (jednak mimo tych poglądów Fukuyamy nie umieszcza się w nurcie myśli heglowskiej). Fukuyama formułuje tezę, iż proces historyczny w pewnym sensie zakończył się wraz z upadkiem komunizmu (czyli państw tzw. realnego socjalizmu) i przyjęciem przez większość krajów systemu liberalnej demokracji. Liberalna demokracja oraz rynkowy porządek gospodarczy mają być, według Fukuyamy, najdoskonalszym z możliwych do urzeczywistnienia systemów politycznych (choć nie idealnym). W przekonaniu Fukuyamy współczesna demokracja liberalna jest zbiorem politycznych instytucji powołanych do obrony uniwersalnych praw, uświęconych zapisem w takich dokumentach, jak Powszechna deklaracja praw człowieka.
W książce Ostatni człowiek próbuje odpowiedzieć na takie pytania, jak: Czy przetrwanie demokracji nie zależy w jakimś stopniu od poczucia wyższości jej obywateli nad innymi? Czy ono z kolei, połączone z obawą przed staniem się pogardzanym „ostatnim człowiekiem”, nie doprowadzi do nowych wojen, które cofną nas do poziomu barbarzyństwa, „pierwszych ludzi”?
W pracy Zaufanie: kapitał społeczny a droga do dobrobytu rozwinął tezę o znaczącym wpływie kultury na sukcesy gospodarcze społeczeństw.
W książce Wielki wstrząs wysuwa tezę, że przejście od epoki industrialnej do informatycznej jest dla ludzkości przemianą równie doniosłą, jak niegdyś przejście od pasterstwa do rolnictwa, czy później – rewolucja przemysłowa. Ogromnym możliwościom, jakie ten Wielki Wstrząs otworzył przed człowiekiem, towarzyszy załamanie się dotychczasowych hierarchii i autorytetów, radykalna zmiana mechanizmów tradycyjnie organizujących życie społeczeństw. Analizując doświadczenia poprzednich „wielkich wstrząsów”, badając pojawiające się ślady nowego typu zachowań prospołecznych, wyraża wiarę w naturalną skłonność ludzi do współdziałania.
W pracy Koniec człowieka Fukuyama rozważa natomiast konsekwencje rewolucji biotechnologicznej. W jego przekonaniu jej efektem może być kres tradycyjnie rozumianego człowieka, którego zastąpią osobniki genetycznie zmodyfikowane.
W książce Budowanie państwa docieka, co wiemy o takim przenoszeniu instytucji publicznych, które zapewnia trwałe korzyści. Analizuje wpływ słabości państw na ład na świecie i podstawy, na jakich społeczność międzynarodowa może ingerować, by takie państwa wesprzeć.
W Ameryce na rozdrożu Fukuyama przedstawił historię różnych nurtów neokonserwatyzmu i jego dziedzictwo. Krytykując rządy George’a W. Busha, decyzję o inwazji na Irak i amerykańskich neokonserwatystów, do których sam był wcześniej zaliczany, proponuje nową koncepcję amerykańskiej polityki zagranicznej. Łączy pozytywne aspekty myśli neokonserwatywnej z bardziej realistycznym poglądem na możliwość wykorzystania amerykańskiej potęgi.
W artykule Kobiety i ewolucja światowej polityki, opowiadając się za „męskimi” zasadami polityki, przekonywał, że znacznie lepiej są one realizowane przez kobiety.

## Krytyka
Francuski filozof Jean Baudrillard argumentował, podobnie jak Francis Fukuyama, że historia skończyła się lub „znikła” wraz z rozprzestrzenieniem się globalizacji – ale, w przeciwieństwie do Fukuyamy, Baudrillard dowodził, że koniec ten nie powinien być rozumiany jako kulminacja postępu historii, ale jako upadek samej idei postępu historycznego. Dla Baudrillarda koniec zimnej wojny nie był spowodowany zwycięstwem jednej z ideologii nad drugą, ale zniknięciem utopijnych wizji, jakie przyświecały zarówno prawicy, jak i lewicy. Dając dalszy dowód swojej opozycji zarówno wobec marksistowskiej wizji globalnego komunizmu, jak i demoliberalnej wizji globalnego społeczeństwa obywatelskiego, Baudrillard utrzymywał, że uniwersalne końce historii, jakie były nadzieją tych wizji, zawsze pozostawały iluzjami.
Tezie Francisa Fukuyamy o „końcu historii”, który miałby nastąpić po upadku komunizmu, przeciwstawił się politolog Samuel P. Huntington, publikując w 1993 w „Foreign Affairs” artykuł The Clash of Civilizations? (Zderzenie cywilizacji). Huntington stwierdził w nim, że politykę zdominują w przyszłości starcia między cywilizacjami. Źródłami konfliktów międzynarodowych staną się różnice kulturowe, wywodzące się z podziałów religijnych.
Koncepcja końca historii Fukuyamy utrzymana jest w ramach wizji homogenizującej (ujednolicającej) globalizacji. Zgodnie z tą wizją globalizacja prowadzi do konwergencji (upodobniania się). Ma to następować jako skutek transformacji historycznych, których ujście następuje w teraźniejszości. Choć taka wizja prezentowana jest też przez wielu innych znanych badaczy, takich jak na przykład George Ritzer, Benjamin Barber, Herbert Schiller, stoi ona w sprzeczności z ustaleniami antropologów kulturowych, którzy wskazują na procesy glokalizacji – w tym indygenizacji (ulokalnienia) i kreolizacji (mieszania) – zagadnienia te poruszali w swoich pracach m.in.: Roland Robertson i Arjun Appadurai, a także z poglądami wielu wybitnych myślicieli, takich jak socjolog niemiecki Ulrich Beck, który w pracy Władza i przeciwwładza w epoce globalnej prognozuje powrót do państw narodowych i konfliktów między narodami.

## Tłumaczenia publikacji na język polski
- Koniec historii?, w: Czy koniec historii?. Konfrontacje 13, New York, Warszawa 1991, Idee, Wydawnictwo Pomost, ISBN 83-85219-10-2, s. 7–36 (tłumaczenie eseju z The National Interest, nr 16, lato 1989)
- Koniec historii, przekł. z ang. Tomasz Bieroń, Marek Wichrowski; Poznań 1996, 2000; Wyd. Wydawnictwo Zysk i Spółka, s. 308, seria Antropos, ISBN 83-7150-149-8 (tłumaczenie części książki The End of History and the Last Man 1992)
- Ostatni człowiek, przekł. z ang. Tomasz Bieroń, Poznań 1997, Wydawnictwo Zysk i Spółka, seria Antropos, ISBN 83-7150-235-4 (tłumaczenie części książki The End of History and the Last Man 1992)
- Zaufanie: kapitał społeczny a droga do dobrobytu, przekł. z ang. Anna i Leszek Śliwa, wyd. PWN, Warszawa – Wrocław 1997, ISBN 83-01-12488-1 (Trust. The Social Virtues and the Creation of Prosperity 1995)
- Wielki wstrząs: natura ludzka a odbudowa porządku społecznego, przekł. z ang. Hanna Komorowska i Krzysztof Dorosz, Warszawa 2000, Wyd. Bertelsmann Świat Książki, ISBN 83-7227-481-9 (The Great Disruption. Human Nature and the Reconstitution of Social Order 1999)
- Koniec człowieka. Konsekwencje rewolucji biotechnologicznej, przekł. z ang. Bartłomiej Pietrzyk, Kraków 2004, Wydawnictwo Znak, ISBN 83-240-0357-6 (Our Posthuman Future: Consequences of the Biotechnology Revolution 2002).
- Budowanie państwa. Władza i ład międzynarodowy w XXI wieku, przekł. z ang. Jacek Serwański, Poznań 2005, Dom Wydawniczy Rebis, ISBN 83-7301-595-7 (State-Building: Governance and World Order in the 21st Century 2004)
- Ameryka na rozdrożu. Demokracja, władza i dziedzictwo neokonserwatyzmu, przekł. z ang. Jan Karłowski, Poznań 2006, Dom Wydawniczy Rebis, ISBN 83-7301-927-8 (America at the Crossroads. Democracy, Power and the Neoconservative Legacy 2006)
- Historia ładu politycznego. Od czasów przedludzkich do rewolucji francuskiej, przeł. Norbert Radomski, Poznań 2012, Dom Wydawniczy Rebis, ISBN 978-83-7510-723-4 (The Origins of Political Order. From Prehuman Times to the French Revolution, 2011)
- Ład polityczny i polityczny regres. Od rewolucji przemysłowej do globalizacji demokracji, przeł. Jan Pyka, Poznań 2015, Dom Wydawniczy Rebis, ISBN 978-83-7818-719-6 (Political Order and Political Decay. From the Industrial Revolution to the Globalization of Democracy, 2014)

## Odznaczenia
- Krzyż Komandorski Orderu Zasługi (Rumunia, 2000)[5]